# Saint-Clément (Corrèze)
Saint-Clément település Franciaországban, Corrèze megyében. Lakosainak száma 1383 fő (2022. január 1.). Saint-Clément Chanteix, Lagraulière, Naves, Saint-Mexant és Seilhac községekkel határos.

## Népesség
A település népessége az elmúlt években az alábbi módon változott:
| Lakosok száma | 945  | 877  | 908  | 1171 | 1333 | 1326 | 1323 | 1322 | 1342 | 1383 |
|               | 1968 | 1982 | 1990 | 2006 | 2013 | 2015 | 2017 | 2019 | 2020 | 2022 |